# Richard Seifert (Architekt)

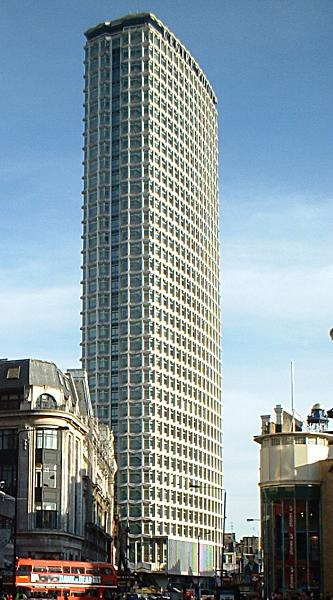
Centre Point – Bürohochhaus von Seifert in London (1966)

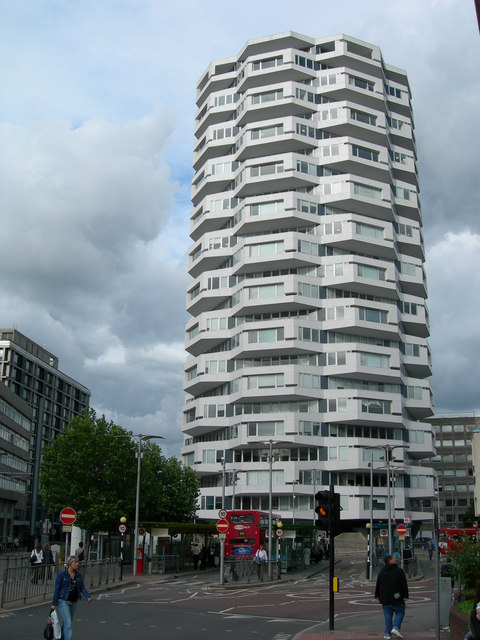
NLA Tower – heute No. 1 Croydon, fertiggestellt 1970

Richard Seifert (geboren Reuben Seifert, später Robin Seifert, * 25. November 1910 in Zürich, Schweiz; † 26. Oktober 2001 in London) war ein schweizerisch-britischer Architekt. Seifert galt in den 1960er und 1970er Jahren als einer der bedeutendsten Architekten für Bürohochhäuser in London und anderen europäischen Städten.

## Leben

### Kindheit und Ausbildung
Richard war eines von zehn Kindern einer schweizerisch-jüdischen Familie, der Vater war Kinobesitzer in Zürich. Die Familie zog später nach London. Richard hatte schon früh den Wunsch, Architekt zu werden, und gewann 1927 ein Stipendium an der Bartlett School of Architecture, der Architektur-Fakultät des University College London. Er schloss sein Studium 1933 ab und machte sich nach kurzen Praktika als Landvermesser und Architekturassistent selbstständig. Seine ersten Entwürfe waren pauschal honorierte Aufträge für bescheidene Wohnbauprojekte im Norden Londons. 1936 heiratete er seine Frau Josephine, mit der er die Kinder Anne, John und Brian hatte.
Während des Zweiten Weltkriegs diente Seifert in Indien und Burma bei den Royal Engineers, der Pioniertruppe der britischen Armee, und erreichte den Rang eines Obersten. 1946 kehrte er ins Zivilleben zurück und nahm seine Tätigkeit in London wieder auf. Sein militärischer Rang Colonel wurde zu seinem Spitznamen.

### Arbeit
Die ersten Nachkriegsregierungen Großbritanniens gaben der Beseitigung von Kriegsschäden und dem Wiederaufbau zerstörter Wohn- und Gewerbegebäude Vorrang vor Neubauten und schränkten daher den Zugang zu Baumaterialien stark ein. Nachdem die Einschränkungen Mitte der 1950er Jahre aufgehoben worden waren, brach in der Londoner Innenstadt und im West End ein regelrechter Bauboom für Bürogebäude aus, der das Gesicht der Londoner Innenstadt in wenigen Jahren völlig veränderte.
In dieser Zeit erhielt Seifert Aufträge vom Immobilienhändler Felix Fenston, den er möglicherweise durch familiäre Verbindungen kannte. Fenston war schweizerisch-jüdischer Abstammung, sein Vater war Theaterdirektor und Händler, kurz vor der Geburt von Felix als Brite eingebürgert. Über Fenston machte Seifert Bekanntschaft mit dem Immobilienhändler Harry Hyams, der später als Kunstsammler und möglicherweise reichster Mann Großbritanniens bekannt wurde. Von Hyams erhielt Seifert den Auftrag für den Bau des Bürohochhauses Centre Point, mit dem er den Karrieredurchbruch schaffte. 1958 gründete Seifert sein eigenes Büro R Seifert & Partners, an dem er mit 80 % und seine Partner Tony Henderson und George Marsh mit jeweils 10 % beteiligt waren. Seifert kümmerte sich neben der Gesamtleitung des Büros vor allem um die Kontakte zu den Bauherren und die Verhandlungen mit Stadtplanungs- und Baubehörden. Für das Erscheinungsbild der Hochhäuser aus dem Büro Seiferts war hauptsächlich George Marsh verantwortlich, dessen Schaffen von Marcel Breuer, dem Erfinder der Stahlrohrmöbel, dem Brasilianer Oscar Niemeyer und dem Italiener Gio Ponti beeinflusst wurde.
Das Architekturbüro von Richard Seifert zählte in den 1970er Jahren 300 Mitarbeiter und war eines der größten und kommerziell erfolgreichsten in Großbritannien. Es wurde 1984 von seinem Sohn John, ebenfalls ein Bartlett-Absolvent, übernommen.

### Privatleben
Seifert kaufte sich nach dem Zweiten Weltkrieg ein bescheidenes Doppelhaus in Mill Hill im Norden Londons, das bis zu seinem Tod sein Zuhause bleiben sollte. Während seiner aktivsten Jahre vergrößerte er es, indem er drei benachbarte Grundstücke kaufte und deren Bebauung abreißen ließ, um Platz für eine Erweiterung zu schaffen, die auch einen 12.000 m² großen Garten umfasste, in dem er später ein zweites Haus für seine Tochter Anne und seine Enkelkinder baute.

## Werk

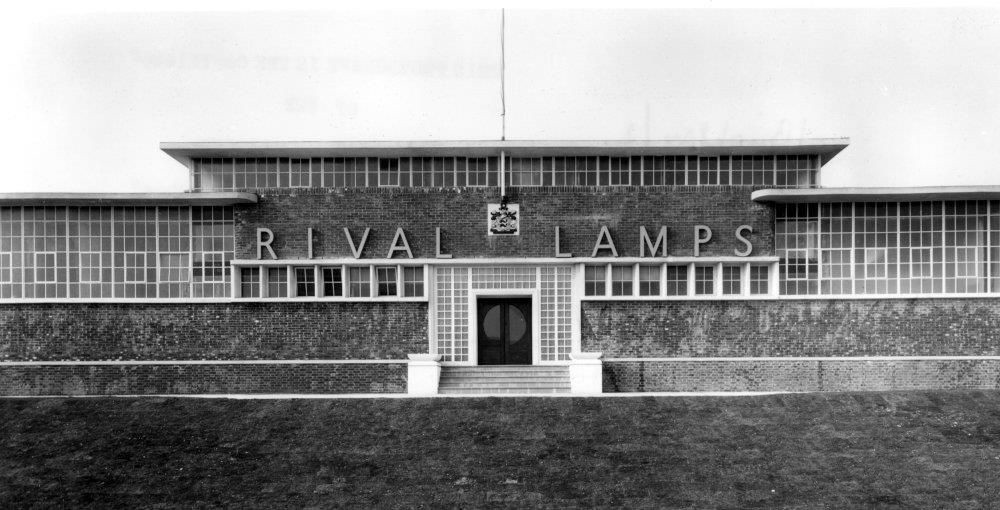
Rival Lamps Factory (1947)

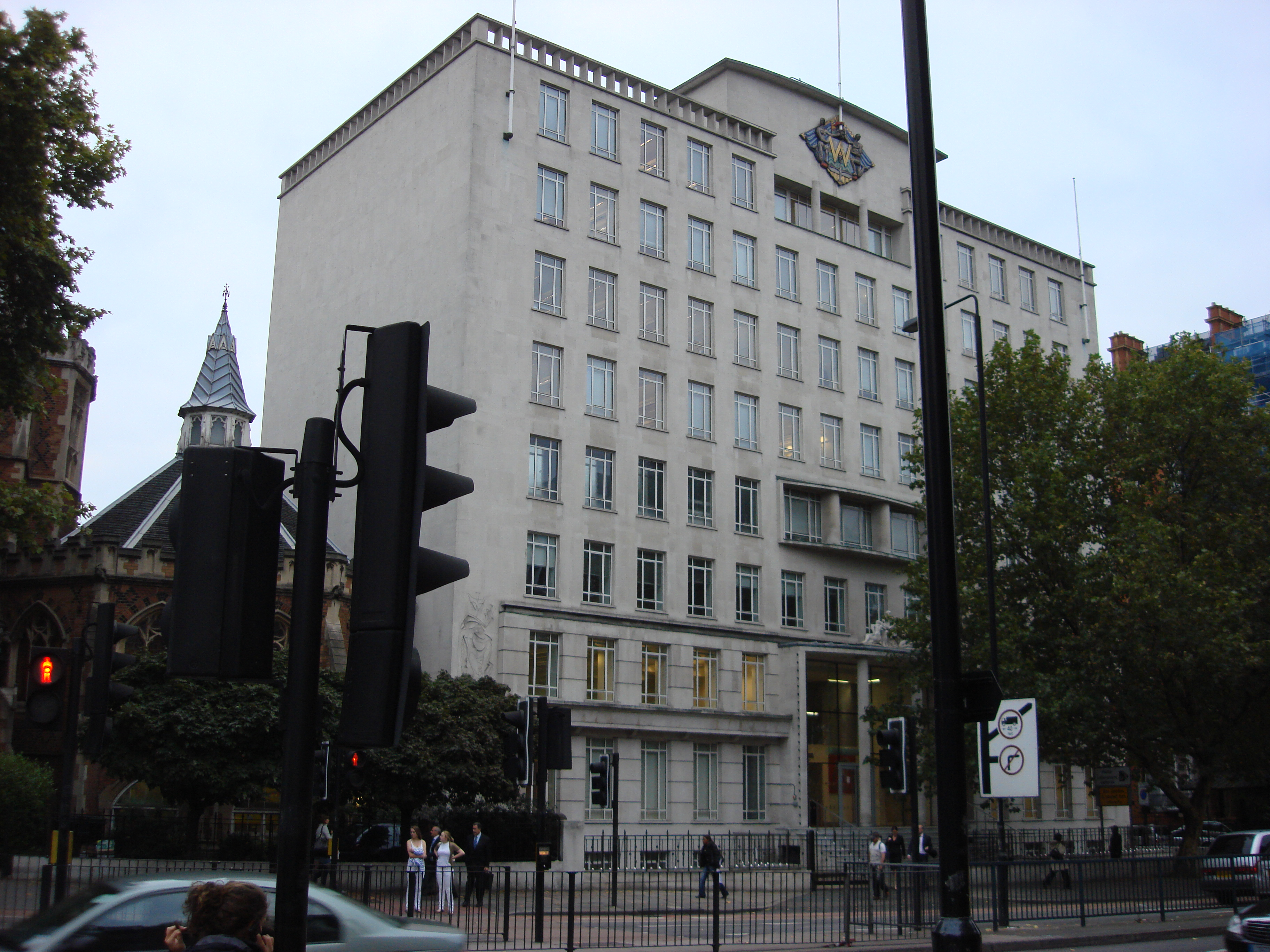
Woolworths House (1956)

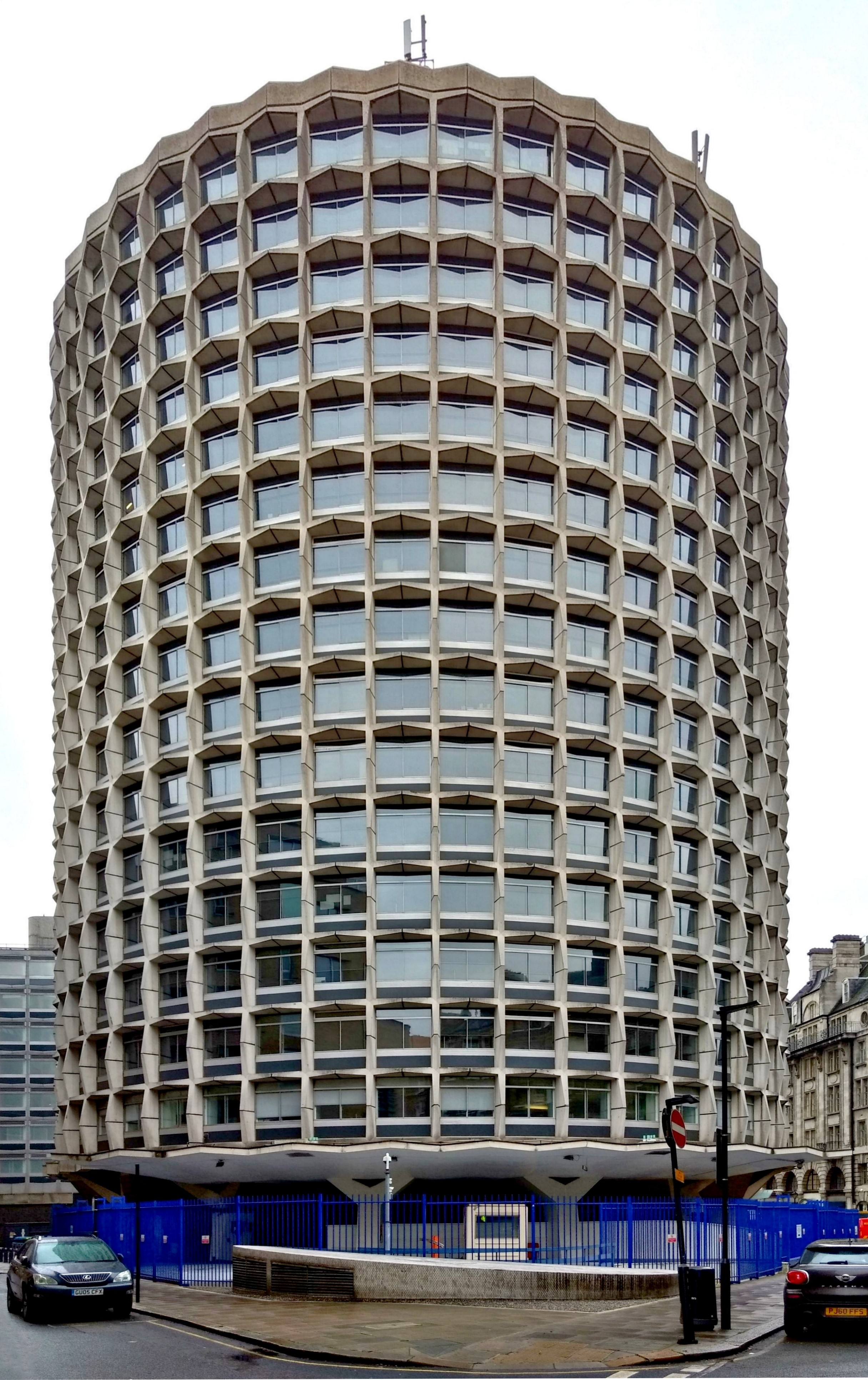
Space House – heute One Kemble Street, fertiggestellt 1962

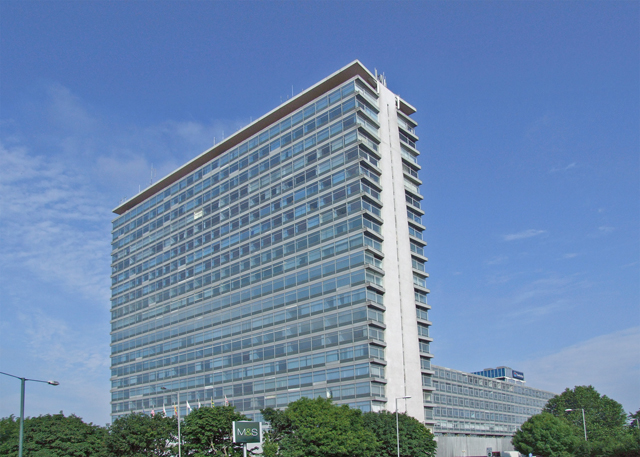
Tolworth Tower (1963)

In den fünf Jahrzehnten seiner Tätigkeit als Architekt wurde Richard Seifert durch gute Beziehungen und harte Arbeit zu einem der wichtigsten britischen Architekten für Gewerbebauten. Insgesamt entwarf er etwa 500 Bürogebäude in Großbritannien und Europa. Er war bekannt für Schnelligkeit und seine virtuose Beherrschung des Planungsrechts, in dem er sich zum Teil besser auskannte als die Behördenvertreter. Insbesondere in der Zeit von Anfang der 1960er Jahre bis zum Beginn seines Ruhestands in den 1980er Jahren war er führend auf seinem Gebiet. Sein Werk hatte aufgrund der großen Anzahl von ihm geschaffener Hochhäuser einen dominanten Einfluss auf die Londoner Skyline.
An Seifert wurde aber auch scharfe Kritik geübt, teils wegen der Ästhetik seiner Bauten, teils wegen seiner engen Einbindung in das System einer ausschließlich profitorientierten Immobilienentwicklung. Grundlage seiner Arbeit war eine enge Beziehung zum Bauherrn und die Ausrichtung an kommerziellen Gesichtspunkten. Dies stand im Widerspruch zur wohlfahrtsstaatlich orientierten Architektur der Nachkriegszeit, wie sie von Frederick Gibberd und Basil Spence vertreten wurde.
Zu Seiferts frühen Arbeiten zählen ein großes Fabrikgebäude für Rival Lamps im Jahre 1947 und ein imposantes neoklassizistisches Gebäude für Woolworths in der Marylebone Road im Jahre 1956. 1960 entstanden in seinem Büro die ersten spektakulären Entwürfe wie das Tolworth House, ein 22-stöckiges Bürogebäude aus Stahlbeton an der Umgehungsstraße von Kingston, oder das kreisförmige Space House vor Kingsway in Camden, das 1962 fertiggestellt wurde.
Sein bekanntestes Gebäude dürfte das 1966 fertiggestellte Hochhaus Centre Point sein, das Seifert für den Immobilien-Tycoon Harry Hyams baute. Das damals höchste Gebäude von London stand 15 Jahre leer, bis in der Confederation of British Industry (CBI) ein Mieter gefunden worden war, der bereit war, das ganze 33-stöckige Gebäude zu übernehmen.
Als die Aufträge für das Büro immer größer wurden und Seifert immer größere Erfolge verbuchen konnte, kam er in Konflikt mit Bürgerbewegungen, kämpferischen Stadtplanern, Umweltschützern und der Royal Fine Art Commission (RFAC), einem Ausschuss der Regierung mit beratender Funktion für Architektur, Städteplanung und Gestaltung des öffentlichen Raums. Dies führte dazu, dass ein 150-stöckiger Wolkenkratzer in Liverpool nicht gebaut wurde.
Das letzte große Bauwerk Seiferts war der 183 Meter hohe Natwest Tower, später in Tower 42 umbenannt. Bürokratischer Widerstand gegen das Gebäude sorgte dafür, dass die Planung zehn Jahre dauerte. Dies führte dazu, dass der Bau schon kurz nach der Eröffnung 1981 als veraltet galt, weil kein Platz für die Verkabelung und Klimatisierung für die damals noch neue Informationstechnik vorhanden war. Das Gebäude wies aber trotzdem einige bahnbrechende Neuerungen auf. Bei seiner Eröffnung war der Natwest Tower das mit Abstand höchste Gebäude in London.
In den 1980er Jahren plante Seifert einen 139-stöckigen Wolkenkratzer für Melbourne, der damals das höchste Gebäude der Welt geworden wäre. Die Pläne für das Hochhaus mit rautenförmigem Grundriss wurden nicht umgesetzt.

### Liste von Werken
- Rival Lamps Factory, Brighton, 1947
- Woolworths House, London, 1956
- Space House, London, 1962 – umbenannt in One Kemble Street
- Centre Point, London, 1966
- Royal Garden Hotel, London, 1966
- Drapers' Gardens, London, 1967 – 2007 abgebrochen
- Sussex Heights, Brighton, 1968
- Tolworth Tower, Kingston-upon-Thames, 1968
- Concourse House, Liverpool, 1969 – 2009 abgebrochen
- NLA Tower, Croydon, 1970
- Sobell Sports Centre, London, 1973
- Wembley Conference Centre, 1977 – abgebrochen
- Princess Grace Hospital, London 1977
- Bahnhof Euston, London, 1978 – teilweise abgebrochen
- Natwest Tower, London, 1981 – umbenannt in Tower 42

### Bilder der Werke

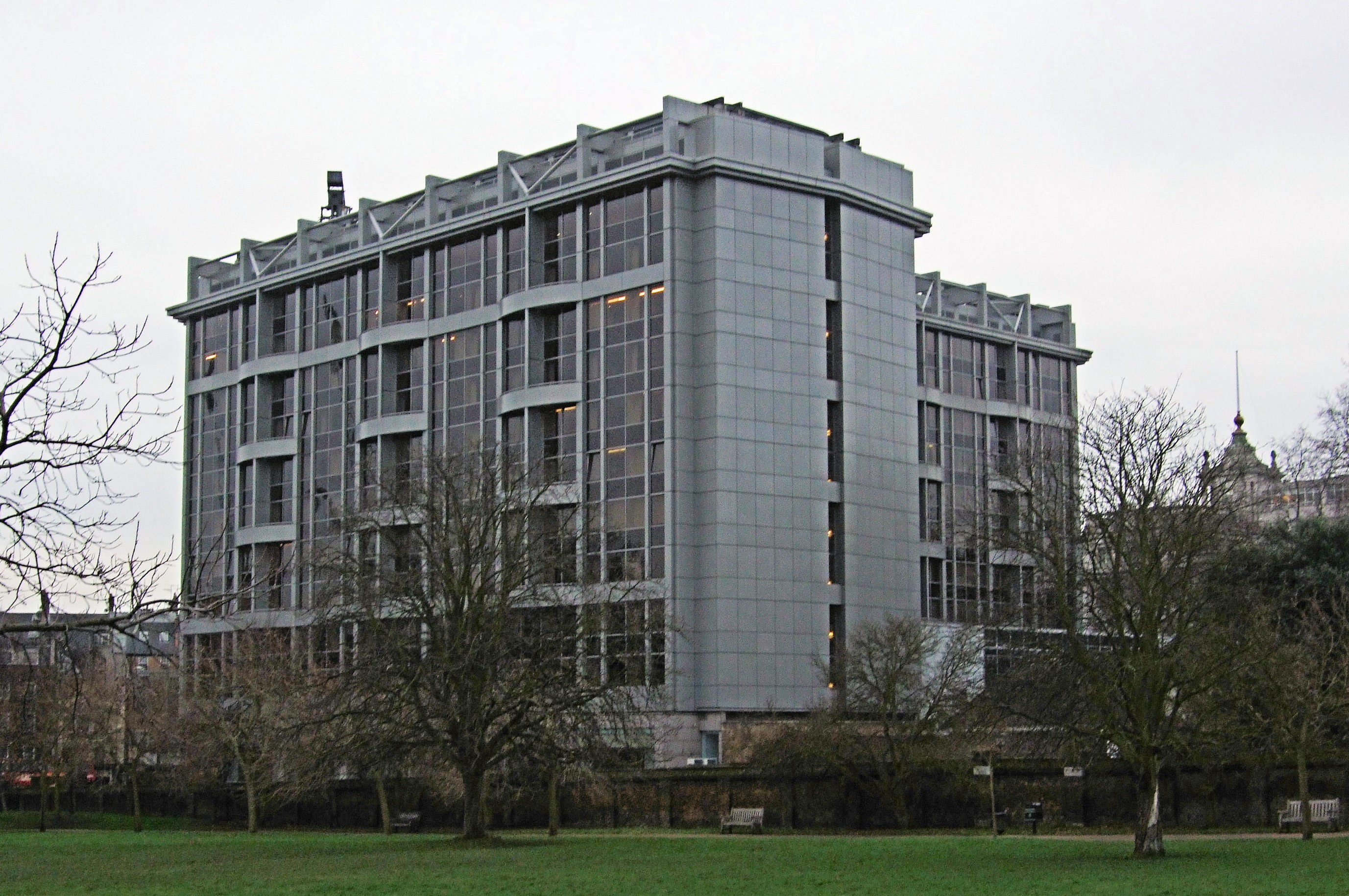
Royal Garden Hotel in Kensington, London
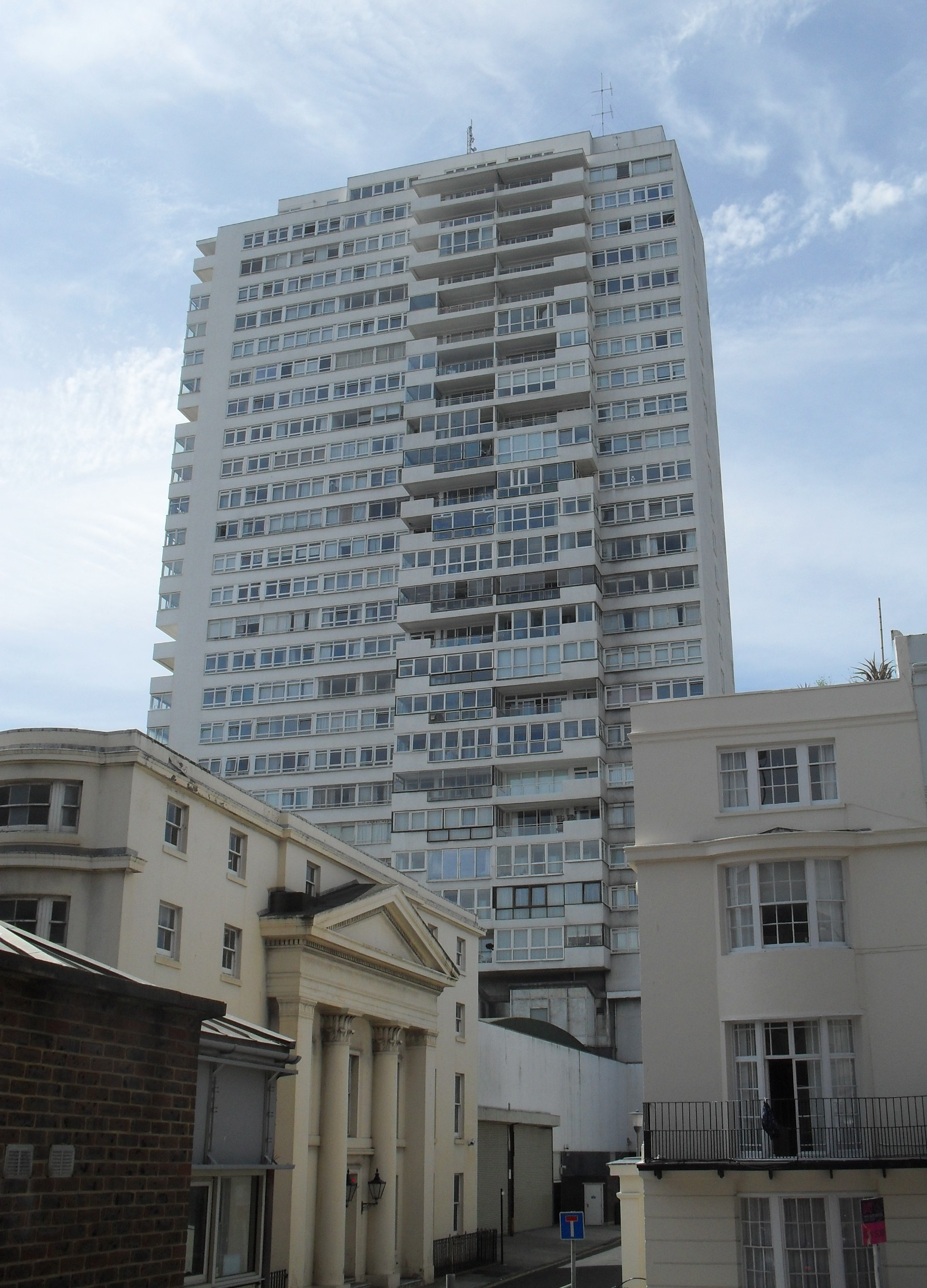
Sussex Height, Brighton
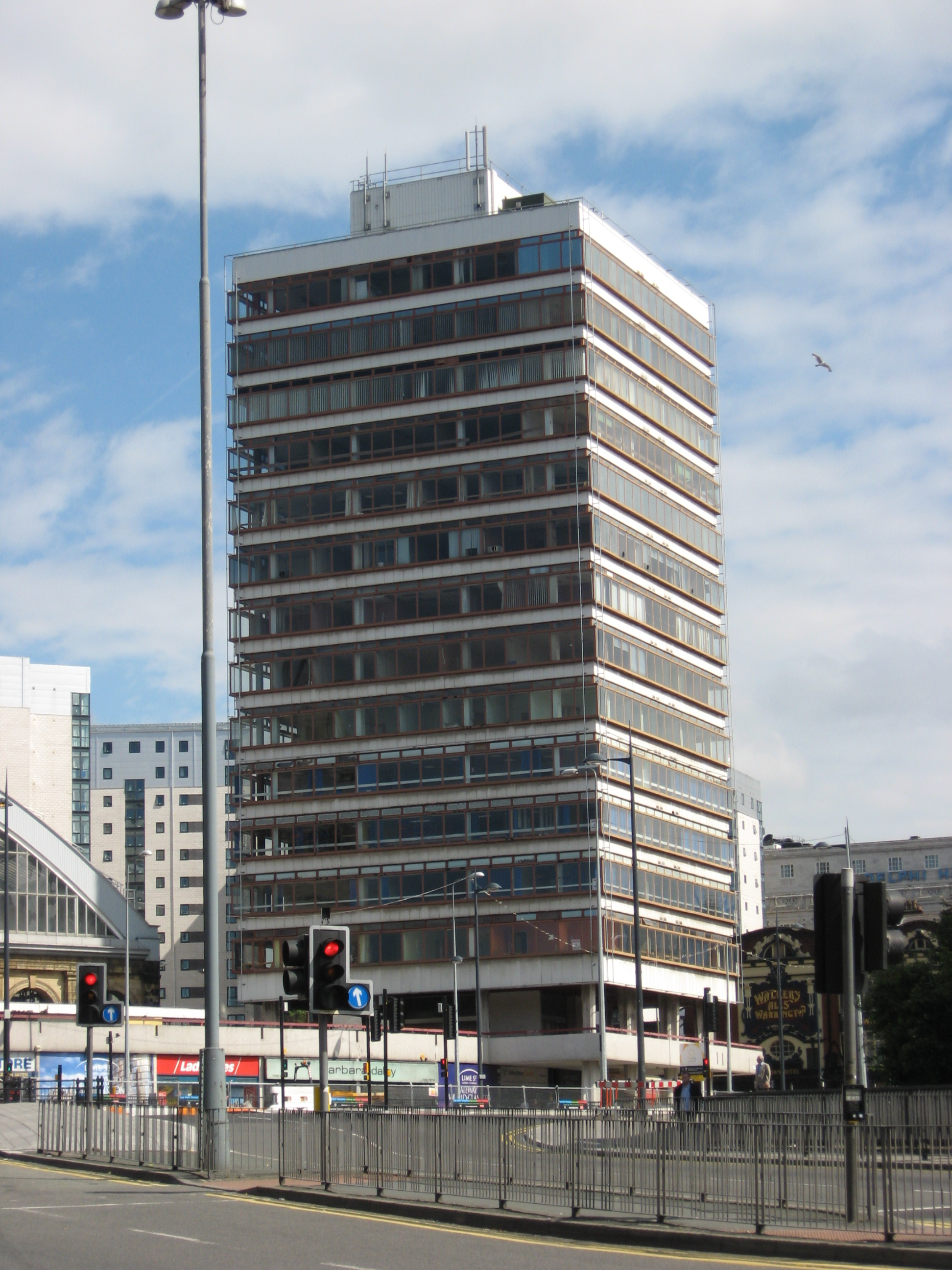
Concourse House, Liverpool
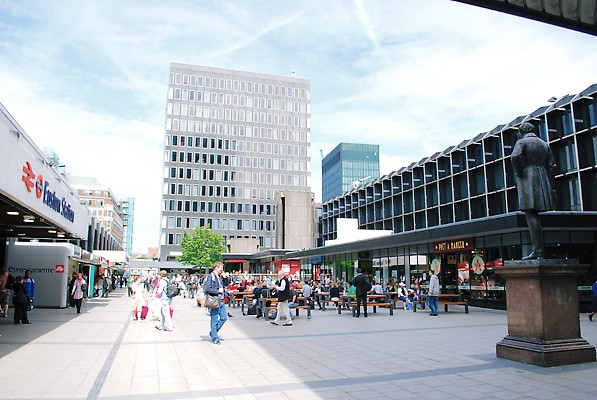
Bahnhof Euston, London
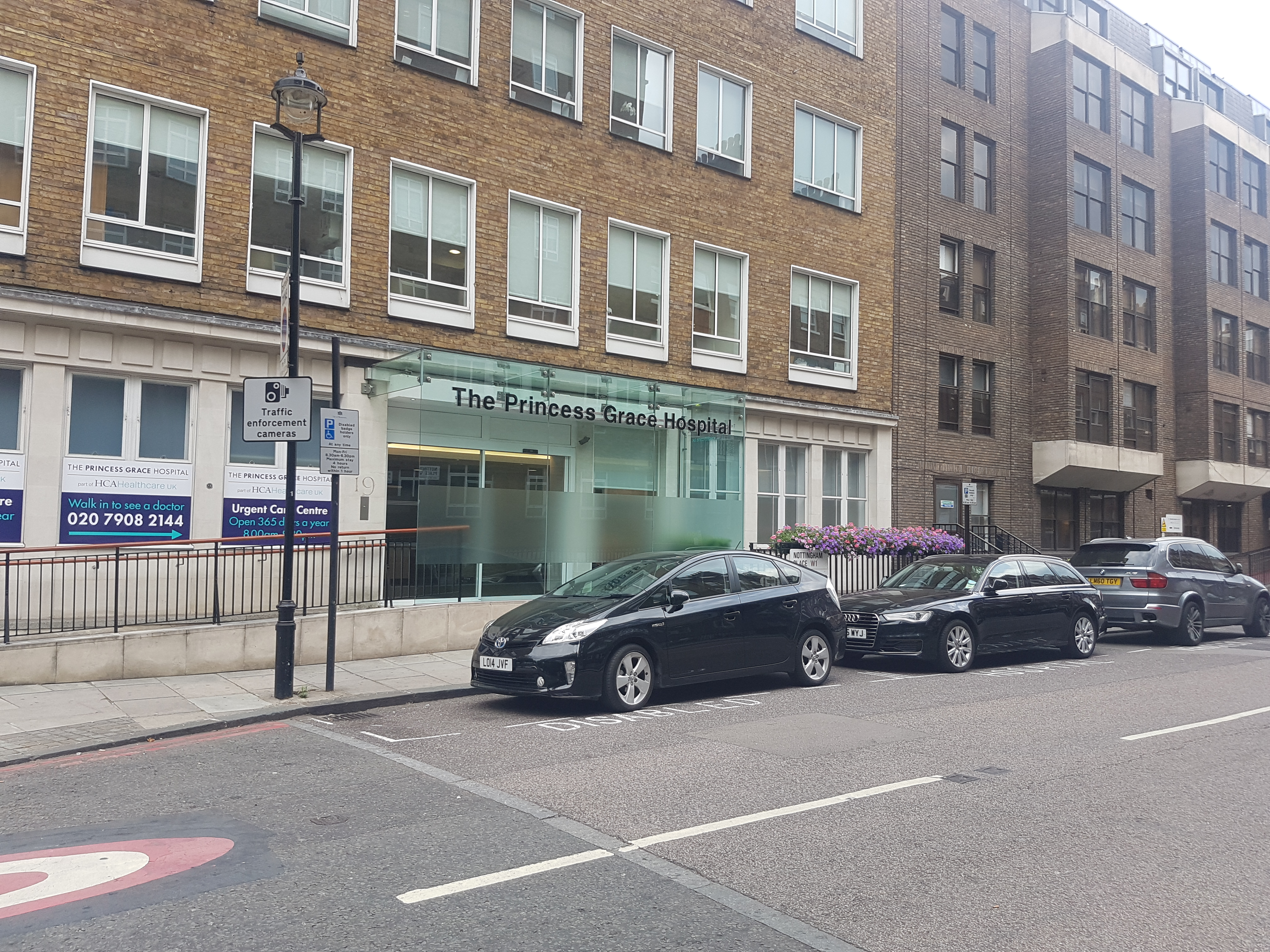
Princess Grace Hospital, London
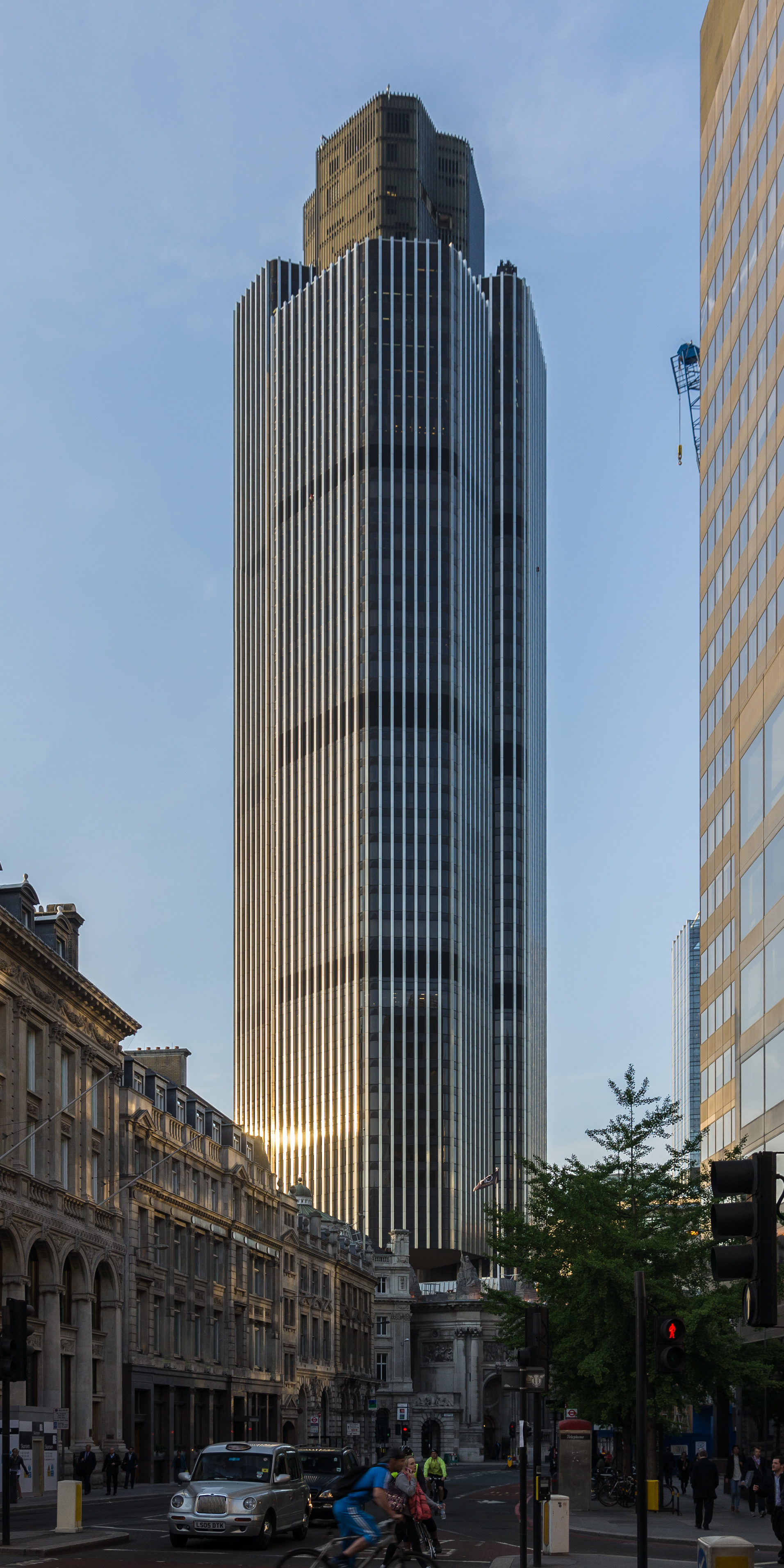
Natwest Tower, London
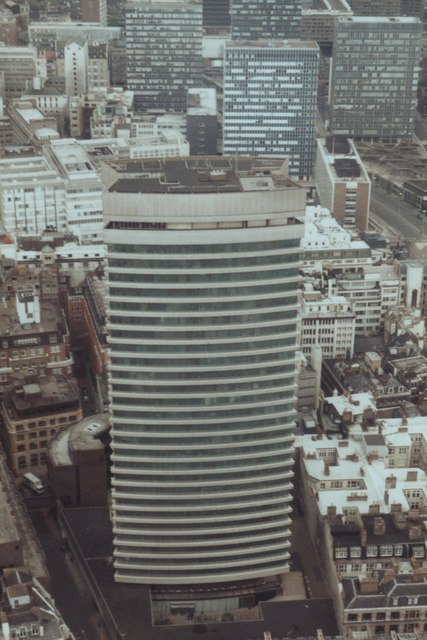
Drapers' Gardens, London